# Reich/Richter
Reich/Richter est une collaboration audiovisuelle entre le compositeur américain de musique minimaliste Steve Reich et le peintre allemand Gerhard Richter qui avec l'assistance de la cinéaste expérimentale Corinna Belz conçoivent le film Moving Picture 946-3 associé à la musique sous forme d'un concert visuel.

## Historique
Composé entre 2018 et 2019, Reich/Richter est créé par l'Ensemble Signal dirigé par Brad Lubman le 6 avril 2019 au centre artistique The Shed à New York,, pour son inauguration,. La création européenne a lieu le 22 octobre 2019 à Londres. En Europe continentale les créations sont l'œuvre de l'Ensemble intercontemporain lors de concerts donnés le 24 novembre 2019 au Luxembourg et en France le 7 mars 2020 à Paris,.
Steve Reich ne pense pas pour le moment faire jouer sa pièce sans le support visuel de Gerhard Richter et Corinna Belz.

## Structure
La pièce est écrite pour quatorze instrumentistes : deux flûtes, deux hautbois, deux clarinettes, deux vibraphones, deux pianos et un quatuor à cordes,. Elle est structurée en quatre parties interprétées en un seul mouvement :
1. Opening – 9 min
2. Patterns and Scales – 10 min
3. Cross Fades – 13 min
4. Ending – 4 min 30 s

Son exécution dure environ 37 minutes et est liée intimement aux séquences des créations visuelles et évolutives de Gerhard Richter.
La rythmique et la pulsation de la pièce sont invariantes (3/4 du début à la fin), ce qui est rare chez le compositeur. 

## Discographie
- Reich/Richter par l'Ensemble intercontemporain dirigé par George Jackson, Nonesuch Records, 2022[11].